# Кебь (река)
Кебь — река в России, протекающая по территории Псковской области, берущая начало в Струго-Красненском районе и впадающая в реку Черёха. Длина реки — 93 километра. На берегу реки Кебь расположена деревня Саево (Саёво) Ядровской волости Псковского района Псковской области.
Основные притоки — Редаль, Кебца, Мараморочка, Корнушка и другие. В реке водится рак, плотва, окунь, пескарь, язь, краснопёрка и другие виды рыб.

## Данные водного реестра
По данным государственного водного реестра России относится к Балтийскому бассейновому округу, водохозяйственный участок реки — Великая. Относится к речному бассейну реки Нарва (российская часть бассейна).
Код объекта в государственном водном реестре — 01030000212102000029379.